# Wahlström & Widstrand
| Per Karl Wahlström och Wilhelm Widstrand. |  | Per Karl Wahlström och Wilhelm Widstrand. |
| Per Karl Wahlström och Wilhelm Widstrand. |  |                                           |

Förlagets logotyp ritades av Hjalmar Söderberg i samband med att hans försökte få sin första bok Förvillelser publicerad. Förlaget köpte vinjetten av Söderberg, men refuserade boken. Istället kom boken, att ges ut år 1895 på Albert Bonniers Förlag.

Wahlström & Widstrand är ett allmänutgivande förlag, bildat 1884 av Per Karl Wahlström och Wilhelm Widstrand genom att Axel Lindahls fotografiaffär på Riddargatan i Stockholm, som var Kunglig hovleverantör, utvidgades till bokutgivning. Den första boken de utgav var en diktsamling av Claes Lagergren. Under 1890-talet började de utge romaner. Wahlström & Widstrand är en del av Bonnierförlagen: Bonniers blev majoritetsägare 1961 och ensam ägare 1985.
Wahlström & Widstrand har en bred och varierad utgivning med ett tydligt fokus på skönlitteratur inom de flesta genrer samt fackböcker inom många områden.
Förlaget har utgett Erik Axel Karlfeldt, Edith Södergran, Olof Lagercrantz, Ivar Lo-Johansson, Jan Fridegård, Sven Fagerberg, Elsa Beskow, Povel Ramel, Kar de Mumma, Tage Danielsson, Hans Alfredson, Franz Kafka, Herman Hesse, Thomas Mann, Joseph Conrad, Maksim Gorkij och Henri Bergson, samt nobelpristagarna Aleksandr Solzhenitsyn, Gabriel Garcia Marquez, Joseph Brodsky, Derek Walcott, Wole Soyinka, José Saramago, V. S. Naipaul, Herta Müller och Kazuo Ishiguro. Bland samtida författare kan nämnas Amos Oz, Bruno K. Öijer, Per Wästberg, Katarina Frostenson, Viveca Lärn, Christine Falkenland, Jens Lapidus, Ulf Lundell, Johan Theorin, Khaled Hosseini och Karin Wahlberg.
Förlagschef för Wahlström & Widstrand sedan 2008 är Åsa Selling.